# Petersburg (Virginia Occidental)
Petersburg es una ciudad ubicada en el condado de Grant en el estado estadounidense de Virginia Occidental. En el Censo de 2010 tenía una población de 2467 habitantes y una densidad poblacional de 589,06 personas por km².

## Geografía
Petersburg se encuentra ubicada en las coordenadas 38°59′45″N 79°7′40″O / 38.99583, -79.12778. Según la Oficina del Censo de los Estados Unidos, Petersburg tiene una superficie total de 4.19 km², de la cual 4.19 km² corresponden a tierra firme y (0%) 0 km² es agua.

## Demografía
Según el censo de 2010, había 2467 personas residiendo en Petersburg. La densidad de población era de 589,06 hab./km². De los 2467 habitantes, Petersburg estaba compuesto por el 94.33% blancos, el 2.03% eran afroamericanos, el 0.16% eran amerindios, el 0.24% eran asiáticos, el 0% eran isleños del Pacífico, el 1.99% eran de otras razas y el 1.26% pertenecían a dos o más razas. Del total de la población el 3.45% eran hispanos o latinos de cualquier raza.